# Tangeni Iijambo
Tangeni Cornelius K. Iijambo, selten auch Iyambo (* 24. November 1954 in Windhoek, Südwestafrika), ist ein namibischer Politiker der SWANU. 
Seit 2017 ist Iijambo Parteivorsitzender der SWANU und trat damit auch die Nachfolge von Usutuaije Maamberua als Abgeordneter in der Nationalversammlung an. Er legte sein Mandat im März 2023 nieder, um Platz für Evalistus Kaaronda zu machen. Zuvor war Iijambo Generalsekretär der SWANU. Er nahm als Kandidat der SWANU bei der Präsidentschaftswahl 2019 teil und erhielt 0,7 Prozent der Stimmen.
Iijambo setzt sich hier insbesondere für Umweltschutz, Außenpolitik und Wirtschaftsfragen ein.
Wie sein Vorgänger Usutuaije Maamberua wurde Iijambo 2008 von der Universität von Namibia verwarnt, da diese als Lehrbeauftragte der Universität kein parteipolitisches Amt bekleiden dürften. Iijambo hält einen Ph.D.

## Veröffentlichungen
- Tangeni C. K. Iijambo: Democratic values, norms and education in post-colonial societies, in: Democracy and Education in Namibia and Beyond, University of Namibia Press, Windhoek 2017, ISBN 978-99916-42-30-7, S. 51–66.